# Tony François
Tony François (sinh ngày 11 tháng 4 năm 1971) là một cầu thủ bóng đá người Mauritius thi đấu ở vị trí tiền đạo. Anh có 5 lần ra sân và ghi 1 bàn thắng cho Đội tuyển bóng đá quốc gia Mauritius từ 1998 đến 2006.